# Sammy Cox
Sammy Cox, voluit Samuel Richmond Cox (Darvel, 13 april 1924 – Stratford (Ontario), 2 augustus 2015) was een Schots profvoetballer.

## Clubcarrière
Cox begon zijn carrière in 1941 bij Queen's Park FC. In het seizoen 1944/1945 speelde hij voor Third Lanark AC. Een seizoen later trok hij naar Dundee FC. Zijn glorieperiode kende hij tussen 1946 en 1956 bij Rangers Football Club. Hiervoor speelde hij 208 wedstrijden en scoorde 14 keer. In die periode speelde hij ook 25 keer voor het Schots voetbalelftal. Cox sloot zijn Europese carrière in 1958 af bij East Fife FC. In 1958 verhuisde hij naar Canada waar hij nog uitkwam voor Toronto Ulster United, Toronto Sparta en Stratford Fischers.
Cox overleed in 2015 op 91-jarige leeftijd.